# 多格里单极虫
多格里单极虫（学名：Thelohanellus dogieli）为单极科单极虫属的动物。分布于俄罗斯以及辽宁、黑龙江流域等，营寄生生活，寄生在鳃（鲤、镜鲤、银鲫）、肾（鲫）、鳍、皮肤、肠系膜（鲫、镜鲤、银鲫）。